# Hannes (zeehond)
Hannes is de naam van een zeehond, geboren 20 juli 2004, die op 30 augustus 2004 ontsnapte uit de dierentuin in het Duitse Nordhorn (Tierpark Nordhorn).
Hannes werd op 3 september 2004 in de Overijsselse Vecht bij Dalfsen gevangen door medewerkers van de zeehondencrèche in het Groningse Pieterburen. Hannes is een Gewone zeehond, een van de twee soorten zeehonden die in Nederland voorkomen.
De zeehondencrèche was van plan om Hannes aan te laten sterken en uit te zetten in het wild. De Duitse dierentuin eiste Hannes echter terug. Minister van Landbouw, Natuur en Voedselkwaliteit Cees Veerman liet de zeehondencrèche weten dat Hannes niet mocht worden uitgezet. De zeehondencrèche diende een aanvraag voor uitzetting in. Terwijl deze nog in behandeling was werd Hannes in de nacht van 22 op 23 oktober 2004 gestolen door een groep dierenactivisten en vrijgelaten in zout water. In 2024 bleek dat Lenie 't Hart achter de ontvoering van Hannes zat.
Bij de stuw Vechterweerd, waar Hannes werd gevangen, en in het Tierpark Nordhorn staat een standbeeld van Hannes. Ook is er een geocache bij stuw Vechterweerd met Hannes als thema.